# Rhabdomastix sublurida
Rhabdomastix sublurida är en tvåvingeart som beskrevs av Jaroslav Stary 2003. Rhabdomastix sublurida ingår i släktet Rhabdomastix och familjen småharkrankar. Inga underarter finns listade i Catalogue of Life.